# Le Coudray-sur-Thelle
Le Coudray-sur-Thelle ist eine französische Gemeinde mit 555 Einwohnern (Stand: 1. Januar 2022) im Département Oise in der Region Hauts-de-France. Die Gemeinde liegt im Arrondissement Beauvais und ist Teil der Communauté de communes Thelloise und des Kantons Chaumont-en-Vexin.

## Geographie
Die von der in einem Tunnel geführten Bahnstrecke von Paris nach Beauvais durchzogene Gemeinde liegt rund zehn Kilometer nördlich von Méru und acht Kilometer westlich von Noailles.

## Geschichte
Im Zweiten Weltkrieg nahm Hermann Göring im Juni 1940 während der Luftschlacht um England hier Quartier. Sein Zug wurde im Eisenbahntunnel abgestellt.

## Einwohner
| 1962 | 1968 | 1975 | 1982 | 1990 | 1999 | 2006 | 2011 |
| ---- | ---- | ---- | ---- | ---- | ---- | ---- | ---- |
| 102  | 110  | 156  | 203  | 438  | 488  | 504  | 523  |

## Verwaltung

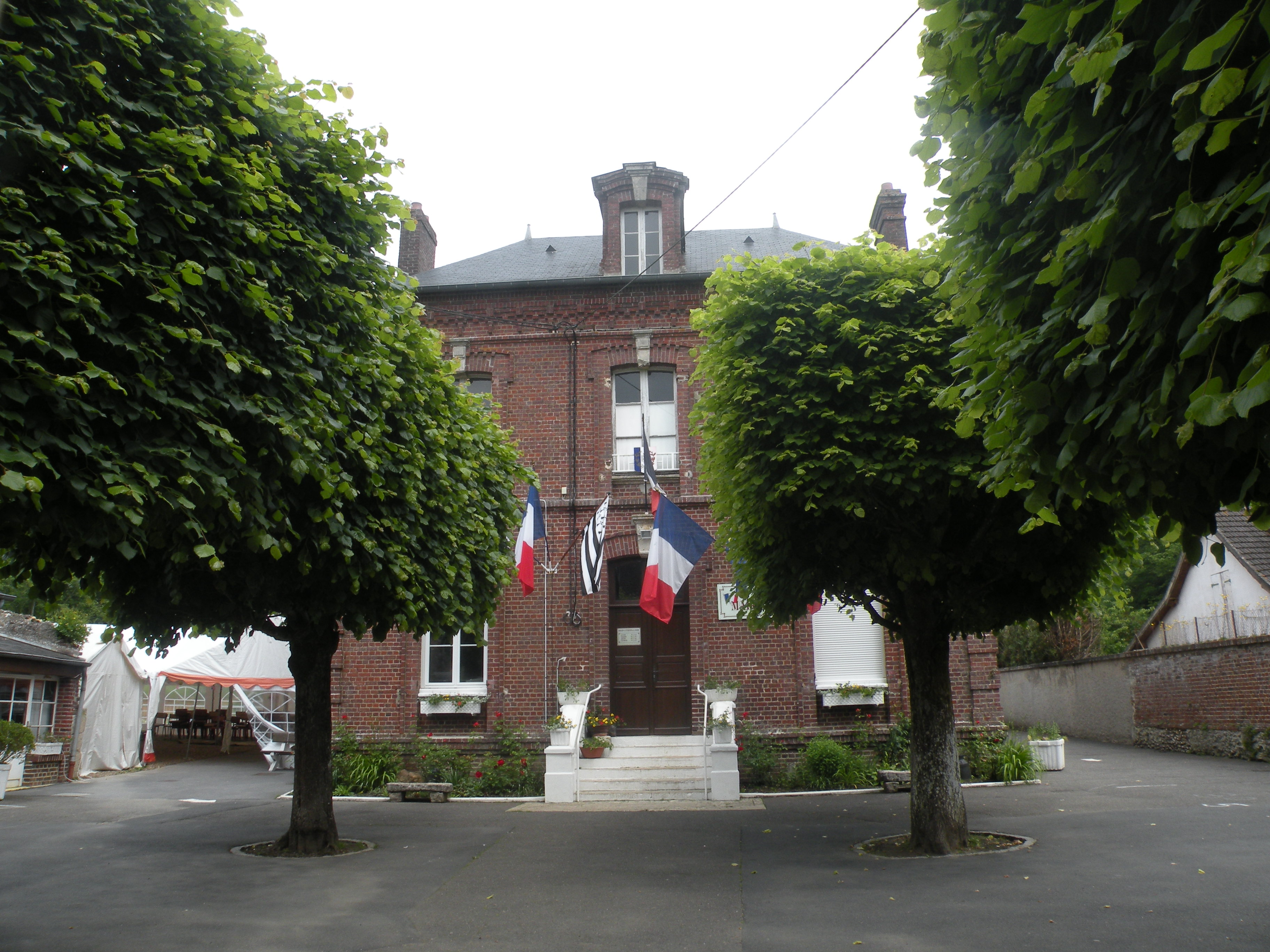
Rathaus (Mairie)

Bürgermeister (maire) ist seit 2001 Michel Le Tallec.

## Sehenswürdigkeiten
- Einschiffige, flachgedeckte Kirche Saint-Mathurin, ein Ziegelbau mit einem kleinen Glockenstuhl im Westen[1] (siehe auch: Liste der Monuments historiques in Le Coudray-sur-Thelle)
- Bildstock